# Шарль де Роган, принц Рошфор
Шарль де Роган-Рошфор (фр. Charles de Rohan-Rochefort; 7 августа 1693 — 25 февраля 1766) — французский аристократ и военный из дома де Роган. Основатель линии Рошфор из дома Роган, члены которого существуют и сегодня. Его называли принцем Рошфор, а также принцем Монтобан.

## Биография
Родился 7 августа 1693 года в Париже. Четвёртый ребёнок и третий сын Шарля III де Рогана (1655—1727), принца де Гемене и герцога де Монбазона, и Шарлотты Элизабет де Кошефиле (1657—1719). Его старший брат Эркюль Мериадек де Роган, принц де Гемене, был старшим по мужской линии, поскольку их старший брат Франсуа Арман, принц де Монбазон, скончался, не оставив потомства, чтобы продолжить наследование титула принца де Гемене.
Поскольку он был младшим сыном, ему был присвоен титул принца де Рошфора, титул, который останется за ним до его смерти. Как член дома де Роган, он пользовался престижным званием иностранного принца в начале XVII века, поскольку Роганы утверждали, что их предки восходят к герцогам Бретани. Титул принца Рошфора был создан в качестве наследственного титула в 1728 году .
Получил чин бригадира французской армии, в октябре 1734 года стал лагерным маршалом, а 13 февраля 1743 года был произведен в генерал-лейтенанты.
Шарль де Роган женился на Элеонор Эжени де Бетизи де Мезьер (2 декабря 1707 — 29 августа 1757), младшей дочери Эжен Мари де Бетизи, маркиза де Мезьера, и Элеонор Оглторп, активной якобитке, дочери Теофила Оглторпа, английского солдата и члена парламента. Пара поженилась 23 сентября 1722 года и произвела на свет четверых детей.
Его старший сын, известный как Шарль Жюль, был отцом Шарлотты Луизы Доротеи де Роган (1767—1841), тайной жены Луи Антуана, герцога Энгиенского. Сын Шарля Жюля Шарль Луи женился на Марии Луизе де Роган, дочери Анри Луи, принца де Гемене (из главной линии дома де Роган) и Виктории де Роган (из средней линии). Потомки Шарля также претендуют на Буйонское герцогство в результате брака Шарля Луи и Марии Луизы.
Его единственная дочь, известная как Луиза, была женой принца Брионна, принца Лотарингского. Через свою дочь Жозефину (1753—1797), которая вышла замуж за принца Кариньяно, нынешний Савойский дом является прямым потомком Шарля де Рогана, принца Рошфора, и его жены.
Шарль де Роган умер в возрасте шестидесяти девяти лет. Его сменил на посту главы рода Рошфор его старший сын Шарль Жюль.

## Дети
- Элеонора Луиза Констанс де Роган, мадемуазель де Рошфор (15 января 1728—1792), вышла замуж за Жана-Гийома-Огюстена де Мерода (1722—1762), сына генерал-фельдмаршала Священной Римской империи Жана Филиппа де Мерода
- Шарль Жюль Арман де Роган, принц Рошфор и Монтобан (29 августа 1729 — 18 мая 1811), в 1762 году женился на Марии Генриетте Шарлотте д’Орлеан-Ротелен (1744—1820), от брака с которой у него было пятеро детей.
- Луиза Жюли Констанс де Роган (28 марта 1734 — 20 марта 1815), в 1748 году вышла замуж за Луи де Лотарингского, принца де Брионна (1725—1761), от которого у неё было четверо детей.
- Эжен Эркюль Камиль де Роган (6 апреля 1737—1816), мальтийский рыцарь и лагерный маршал французской армии. Служил в армии принца Конде, затем в австрийской армии. Никогда не был женат.